# Orca C 113
Orca C 113 – supersamochód stworzony przez Szwajcara - Rene Beck, który w 1987 roku postanowił stworzyć własny supersamochód, który zaprezentował światu po 15-latach prac w 2002 roku w Genewie podczas Targów Motoryzacyjnych. Prototyp napędzany był silnikiem Volvo o pojemności 2,3 litra i mocy 375 KM, które do setki przyśpieszało w 3,5 sekundy, a prędkość maksymalną osiągało 328 km/h. Produkcja auta opóźniała się ze względu na brak sponsorów. W 2004 roku pokazano wersję produkcyjną, mocniejszą od prototypu o 300 KM, czyli o mocy 675 KM. 
Przód auta przypomina Lamborghini Countach i McLaren F1. Nadwozie auta wykonano z ultralekkich materiałów kompozytowych z własną płyta podłogową. Zawieszenie wykonano w całości z aluminium powlekanego warstwą z włókien węglowych. Podczas jazdy samochód automatycznie się poziomuje, a wysokość zawieszenia można ustawić za pomocą komputera pokładowego. W samochodzie zamontowano 18-calowe obręcze. 
W wersji produkcyjnej auta zamontowano 8-cylindrowy silnik Audi przerobiony na potrzeby Orci przez MTM, który generuje moc 675 KM. Napęd przenoszony na tylną oś z 7-biegową przekładnią sekwencyjną lub 9-biegowym automatem. 
Plany produkcyjne zakładały wytworzenie 99 egzemplarzy. Obecnie nie są znane informacje, co stało się z projektem, ile aut porusza się po drogach i czy jakieś się uchowało.